# Dumitru Beznea
Dumitru Beznea (n. 18 iulie 1922) este un fost deputat român în legislatura 1990-1992, ales în județul Galați pe listele partidului FSN. În cadrul activității sale parlamentare, Dumitru Beznea a fost membru în grupurile parlamentare de prietenie cu Regatul Spaniei, Japonia și Canada.